# Râșniță de cafea
Râșnița de cafea este o ustensilă de bucătărie cu ajutorul căreia se macină boabele de cafea. Avantajul folosirii râșniței de cafea în gospodărie e acela că cafeaua proaspăt râșnită are o savoare mai intensă. Râșnița de cafea se poate folosi și la măcinarea altor produse cum ar fi: nuci, zahărul pentru obținerea zahărului pudră, etc.

## Tipuri de râșnițe de cafea

### Râșnițe manuale

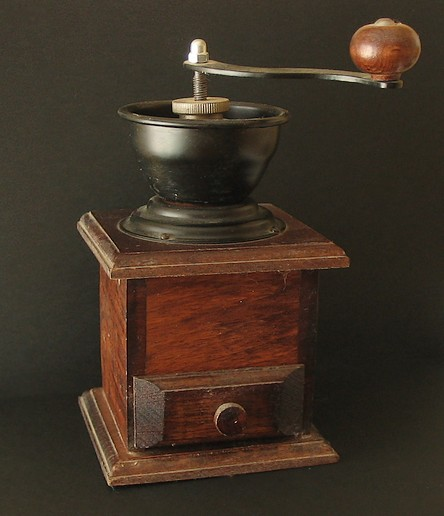
Râșniță de cafea manuală

Funcționarea râșniței de cafea manuale este simplă prin acționarea unei pârghii așezate în partea de sus se rotește un ansamblu de roți dințate din interiorului mașinii. Boabele de cafea se vor turna în mica cuvă așezată deasupra mecanismelor și ajungând între roțile dințate vor fi măcinate apoi căzând într-un mic depozit aflat dedesubt. 

### Râșnițe electrice

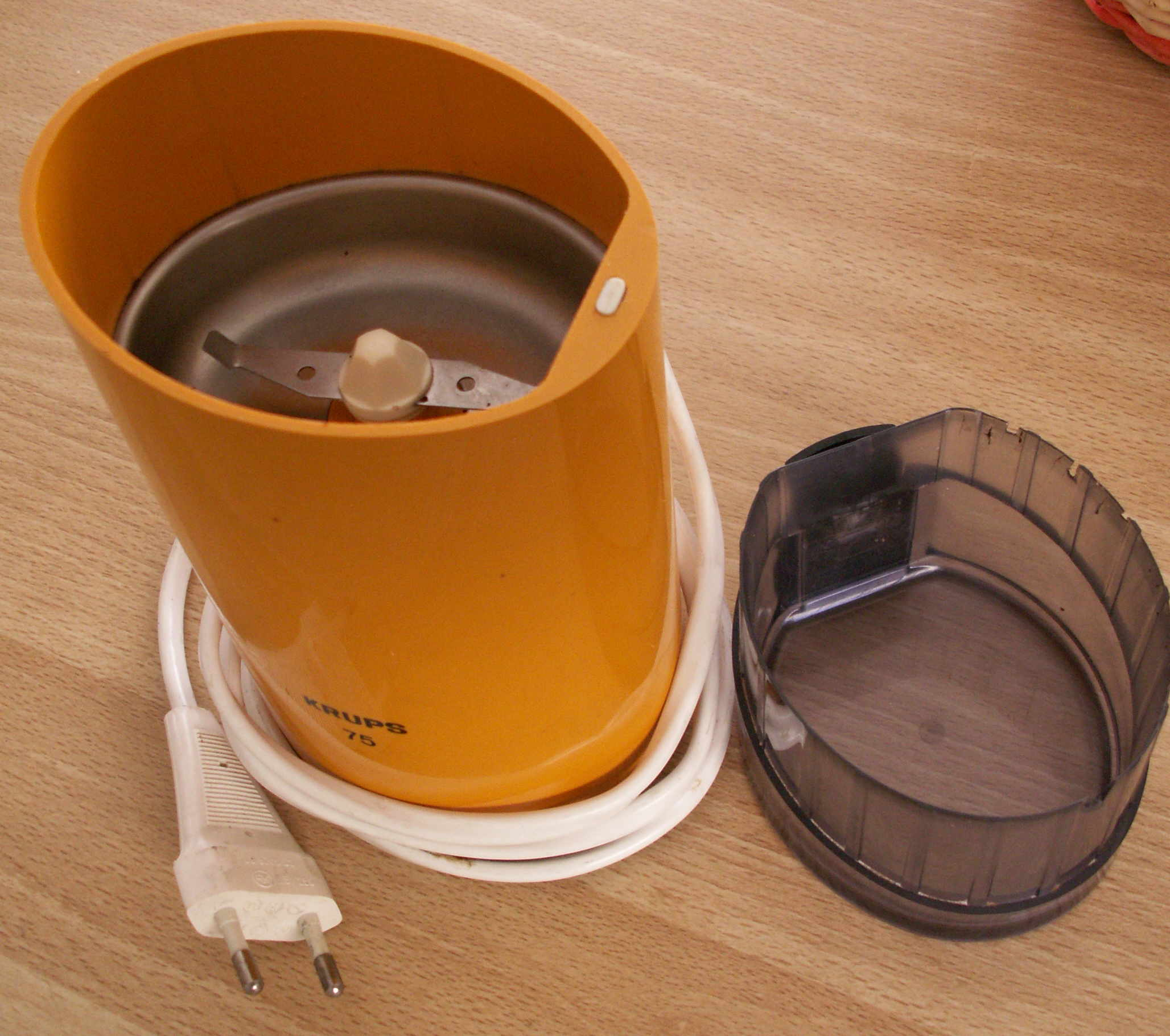
Râșniță electrică de cafea

Aceste râșnițe au diferite trepte de viteză și pot măcina cafeaua în diferite mărimi. Din punct de vedere al principiului de funcționare, râșnițele de cafea se împart în două categorii:
- râșnițe cu lame rotative – recomandate dacă se pregătește cafeaua la filtru
- râșnițe cu discuri de măcinare – au grad de măcinare reglabil care macină cafeaua destul de fin pentru espressoare

Este recomandabil ca și cafeaua proaspăt râșnită, să fie consumată imediat pentru a-ți păstra aroma dar în caz contrar se poate păstra în plicuri sau cutii perfect închise, uscate, aerate și la loc ferit de lumină.